# Schulstiftung Pädagogium Baden-Baden
Die Schulstiftung Pädagogium Baden-Baden ist eine Internatsschule mit den Schularten Grundschule, Realschule, allgemeinbildendes Gymnasium und zwei beruflichen Gymnasien in Baden-Baden. Schulträger ist die Familie Büchler. Angeschlossen sind zudem eine Kinderkrippe sowie ein Kindergarten. Gegründet wurde die heute an zwei Standorten arbeitende Schule 1887 von Professor Hermann Büchler, der ganz im Sinne von Rousseau und Pestalozzi eine ganzheitliche Bildung propagierte.

## Standorte
Kinderkrippe, Kindergarten und Grundschule befinden sich am Kindheitserinnerungsplatz oberhalb von Baden-Baden. Die weiterführenden Schulen sind über verschiedene Gebäude über den Baden-Badener Schlossberg verteilt. Mit dem Erwerb des alten Pfarrhauses der Stiftskirche und dem Bau der neuen Mensa und Cafeteria in den Jahren 2014/2015 wurde die Schule mit ihren rund 750 Schüler, davon 100 Internatsschüler zu einer Campusschule.

## Geschichte

### Die Anfänge: Freie Schule und Reformpädagogik (Ende 19. Jahrhundert und Anfang 20. Jahrhundert)

Hermann Büchler

Hermann Büchler, der Gründer des Pädagogiums, propagierte 1887 noch vor dem Aufkommen der reformpädagogischen Bewegung, die ganzheitliche Bildung. Zugleich modernisierte er den gymnasialen Lehrplan im Hinblick auf die Anforderungen einer von Ökonomie und Industrie geprägten Gesellschaft. Die Naturwissenschaften, kaufmännisches Rechnen und die modernen Fremdsprachen erhielten stärkeres Gewicht. Die Schule befand sich zu dieser Zeit noch nicht in Baden-Baden, sondern im benachbarten Rastatt.

### Schließung durch die Nationalsozialisten

Otto Büchler

Otto Büchler, der die väterliche Gründung 1923 von Rastatt nach Baden-Baden verlegte, war einer der Vorkämpfer der Koedukation in Schule und Internat und trat für die konsequente Pflege des Breitensports ein. Bereits in den 20er Jahren richtete er das erste Schullandheim des Pädagogiums im Schwarzwald ein; damals ein Meilenstein ganzheitlicher Bildung und Erziehung. Büchler widersetzte sich entschieden den behördlichen Entscheidungen in der Zeit des Nationalsozialismus, geriet in das Visier der Gestapo und wurde 1938 verhaftet, im darauffolgenden Jahr wurde er gezwungen seine Schule zu schließen. Nach dem Nationalsozialismus konnte Büchler erst 1949 seine Schule mit sieben Schülern wieder öffnen. Er starb 1956.

### Expansion nach dem 2. Weltkrieg

Klaus Büchler

Klaus Büchler, der 1953 das Lebenswerk von Vater und Großvater übernahm, widmete sich vor allem der Erweiterung des Pädagogiums. Durch Angliederung eines Kindergartens, einer Grundschule, eines Wirtschaftsgymnasiums  und einer Realschule entwickelte sich das einstige Internatsgymnasium zu einer differenzierten Schul- und Bildungseinrichtung.
Seit 1985 hat die nächste Generation mit Andreas, Michael und Susanne Büchler die Leitungsaufgaben in Schulen und Internat übernommen. Das Pädagogium Baden-Baden wurde 2011 in die Schulstiftung Pädagogium Baden-Baden gemeinnützige Bildungsgesellschaft mbH mit den Geschäftsführern Andreas, Michael und Susanne Büchler umgewidmet. In diese Zeit fällt mit dem sozialwissenschaftlichen Gymnasium die Gründung eines weiteren Schultyps, die Erweiterung der Gebäude mit dem Kauf des ehemaligen Pfarrhauses von der Stiftskirche Baden-Baden und dem Bau der neuen Mensa zu einer Campusschule auf dem Baden-Badener Schlossberg. Mit den neuen Räumen verbunden war  die Möglichkeit, ein neues pädagogisches Unterrichtskonzept zu etablieren: „Der Lehrer als Gastgeber“.  2020 wurde ein Sporthalle im Rotenbachtal gebaut.

## Konzept
Durchgängiges Prinzip im Tagesablauf der Schule ist in der Zeit von 8.00 – 17.00 Uhr ein Wechsel von Anspannung und Entspannung nach dem schulischen Leitbild „Miteinander leben, lernen und lehren“. Wesentliche Bausteine des schulischen Alltags sind das Unterrichtskonzept „Der Lehrer als Gastgeber“, eine Vielzahl an Freizeiten und Arbeitsgemeinschaften sowie Lernzeiten, innerhalb denen die Schülerinnen und Schüler betreut ihre Hausaufgaben alleine oder in Kleingruppen anfertigen können. Bei Fragen und Problemen stehen täglich eine Vielzahl an Fachlehrern in der Lernberatung zur Verfügung, die weiterhelfen können.

## Gütesiegel
Als bundesweit erste private Ganztages- und Internatsschule wurde dem Pädagogium 2008, 2012 und 2017 das QZS-Qualitätssiegel verliehen. Damit ist die Schulstiftung Pädagogium Baden-Baden gGmbH die erste Schule deutschlandweit, die das Gütesiegel zum dritten Mal in Folge erhält. Das positive Ergebnis wurde nun der Schulstiftung Pädagogium Baden-Baden gGmbH zum wiederholten Male mitgeteilt und das Gütesiegel bis zum Jahr 2022 erteilt. Bei der Beurteilung wurden vor allem die Evaluierungen der letzten Jahre: Konzept und Umsetzung „Lehrer als Gastgeber“, „Nachmittagsbereich“ und „Unterrichtsqualität“ schwerpunktmäßig untersucht. Derzeit arbeiten rund 1.000 Schulen in Deutschland mit QZS.

## Abschlüsse
Es kann die Mittlere Reife nach Klasse 10 oder Eingangsklasse, der schulischer Teil der Fachhochschulreife nach der Jahrgangsstufe 1 und die allgemeine Hochschulreife erworben werden.

## Kosten
Das Pädagogium finanziert sich durch Zuschüsse des Landes Baden-Württemberg. Diese betragen 80 Prozent der Kosten eines staatlichen Schülers für Unterricht und Lernmittel. Weitergehende Wahlangebote der Freien Schulen, sog. Sonder- und Profilleistungen, müssen von den Eltern getragen werden.